# Yes It Is
«Yes It Is» (с англ. — «Да, это так») — песня группы The Beatles 1965 года. Написана Джоном Ленноном (как обычно в то время в творчестве этой группы, указано авторство «Леннон — Маккартни»). Впервые выпущена как сторона «Б» сингла «Ticket to Ride», вышедшего 9 апреля 1965 в Великобритании и 19 апреля 1965 в США. В песне используется один из наиболее сложных и диссонантных трёхголосных вокалов в песнях группы. Также в записи этой песне — одно из первых применений Джорджем Харрисоном педали громкости (volume pedal) для управления громкостью звука гитары.

## Сочинение песни
В интервью журналу Playboy в 1980 Джон Леннон описывал процесс сочинения этой песни как попытку написать ещё раз (англ. attempt to rewrite) песню в стиле «This Boy» — но, однако же, «Yes It Is» получилась «недостаточно хороша» (англ. «didn’t quite work»). С другой стороны, Пол Маккартни рассказывал об этом же, но считая, что «это очень хорошая песня Джона», и говорил, что он присутствовал, когда Джон писал её.

## Музыкальная структура песни
Песня написана в тональности ми мажор (E) и начинается (на словах «If you wear red tonight…») последовательностью аккордов по I—IV—II7—V7 ступеням основной тональности (E—A—F#m7—B7), в которой слово «tonight» (в мелодии нота B) выглядит как «деликатно преследующая» (англ. «delicately haunting») нота, являющаяся 4-й ступенью от F#m7. Мелодические шаги этой первой фразы из двух тактов повторяются (со вступительным повторением в мелодии ноты G#) на словах «remember what I said tonight», за исключением того, что во второй раз в мелодии нота B на «tonight» соотносится с аккордом ♭VII (D), где она является более «сексапильной» (англ. «luscious»; вариант — «приторной») 6-й ступенью. Припев («Yes it is, it’s true. Yes it is, it’s true») включает в себя прогрессию аккордов E—G#—A—E (I—III—IV—I ступени от основной тональности), в которой мажорный аккорд G# возникает в песне в первый раз для приведения в движение плагального опускания от аккорда IV ступени (A) к аккорду I ступени (E).

## Запись песни
16 февраля 1965 за длившуюся пять часов сессию звукозаписи (больше, чем было потрачено на запись любой другой песни в 1965 году), The Beatles записали 14 дублей (takes) базового трека (с инструментальными партиями), прежде чем остались удовлетворены результатом. После завершения инструментального трека Леннон, Маккартни и Харрисон в течение трёх часов записали свои вокальные трёхголосия; записывали вокальные партии не каждый по отдельности, а все вместе.
В этот же день, 16 февраля 1965, The Beatles также закончили записывать песню Харрисона «I Need You».

## Издания песни
«Yes It Is» была выпущена на стороне «Б» сингла «Ticket to Ride» 9 апреля 1965 в Великобритании лейблом Parlophone и 19 апреля 1965 в США лейблом Capitol Records. На американском сингле ошибочно было указано, что это песня из фильма Eight Arms to Hold You (с англ. — «Восемь рук, чтобы поддержать тебя»; первоначальное «рабочее» название фильма Help!),
в котором она не была использована.
Песня вошла в американский альбом Beatles VI, а также на различные сборники записей The Beatles, включая Love Songs, британскую версию Rarities, на Past Masters, Volume One (на котором впервые была издана как «истинно стереофонический» микс), а также на Anthology 2 в альтернативной версии, где скомбинированы 2-й и 14-й дубли (takes). Оригинальный моно-микс (с сингла 1965 года) издан на CD Mono Masters, вышедшем как часть бокс-сета The Beatles in Mono.

## Влияние
Билли Джоэл сказал в интервью в 2008 году на «Rockline radio show», что его песня 1980 года «Through The Long Night» была написана по модели (was modeled after) «Yes It Is».

## Состав участников записи
- Джон Леннон — дважды записанный (double-tracked) ведущий вокал, полуакустическая гитара
- Пол Маккартни — гармонический бэк-вокал, бас-гитара
- Джордж Харрисон — гармонический бэк-вокал, соло-гитара
- Ринго Старр — барабаны, тамбурин
- Джордж Мартин — продюсер записи
- Норман Смит — звукорежиссёр

Состав дается по Ian MacDonald